# Giambattista Spolverini
Giambattista Spolverini, né le 25 juin 1695 à Vérone et mort dans cette même ville le 24 novembre 1762, est un poète italien.

## Biographie
Né à Vérone le 25 juin 1695, il fut envoyé à Bologne, où il étudia chez les jésuites. Peu après son retour à Vérone, la mort de son frère aîné l’obligea de suspendre ses travaux littéraires pour diriger les affaires de sa famille. Il dut aussi accepter des charges publiques. Il fut successivement officier municipal (provveditore), président de la chambre du commerce (vicario della casa de’ mercanti) et gouverneur (capitano) du lac de Garda. Giambattista Spolverini mourut à Vérone le 24 novembre 1762.

## Œuvres
Spolverini est connu par un long poème didactique italien sur la culture du riz (La Coltivazione del riso). Pour réussir dans son entreprise, il consulta les paysans eux-mêmes, qu’il questionnait sur leurs différentes pratiques. Son poème vint occuper, dans la littérature italienne, la place que les Géorgiques tiennent dans celle des Latins. Il est divisé en quatre livres, remplis de descriptions et d’épisodes qui jettent une lumière très-vive sur toutes les parties du tableau. On admire surtout le récit du débordement de l’Adige dans le premier livre, le tableau de la vie champêtre dans le troisième et les aventures de la fille d’Inachos dans le quatrième : ce dernier, qui est une élégante imitation de la fable d’Aristée, forme un cadre heureux pour orner la narration du transport du riz de la Perse en Égypte et de l’Égypte en Europe. La Coltivazione del riso, composée d’environ cinq mille vers blancs, avait coûté vingt années de travail au poète. La Coltivazione del riso parut pour la première fois à Vérone, 1758. in-4°, fig. ; réimprimé avec des variantes, ibid., 1763. in-4°. L’édition la plus estimée est celle de Padoue, 1810, in-8°, accompagnée des notes de l’abbé Ilario Casarotti et de l’éloge de Spolverini, par le chevalier Ippolito Pindemonte.